# Löwenberge
Die Löwenberge (englisch Lion Mountains, ursprünglich portugiesisch Serra Lyoa oder Sierra Lyoa; auch Löwinnenberge (englisch Lioness Mountains, portugiesisch Serra da Leoa oder Serra Leoa)) sind ein im Westen des westafrikanischen Staates Sierra Leone auf der Freetown Peninsula gelegener Gebirgszug. Sie sind Teil des Western Area Peninsular-Waldreservats.
Die Löwenberge sind Namensgeber des Staates Sierra Leone.
Höchste Erhebung ist mit 888 m der Picket Hill. Bekannt ist der Sugar Loaf bei Regent.